# 이나리야마 고분 철검
이나리야마 고분 철검은 1968년 사이타마현 이나리야마(稲荷山) 고분에서 발견된 철검으로 1978년 X선을 이용하여 그 명문이 판독되었다. 칼의 앞뒤에 금으로 115자의 한자가 상감되어 있다. 1981년 중요문화재로, 1983년에는 일본의 국보로 지정되었으며 현재 사이타마 현립 사키타마 사적 박물관에 보관 전시되고 있다.

## 명문
(앞면) 辛亥年七月中記。乎獲居臣、上祖名意富比垝、其児多[名]加利足尼、其児名互已加利獲居、其児名多加披次獲居、其児名多沙鬼獲居、其児名半互比、

(뒷면) 其児名加差披余、其児名乎獲居臣。世々為杖刀人首、奉事来至今。 獲加多支鹵大王寺在斯鬼宮時、吾左治天下、令作此百練利刀、記吾奉事根原也。
 
신해년 7월에 적는다.
오와케오미(乎獲居臣), 시조의 이름은 오호히코(意富比垝), 그 아들은 카리스쿠네(加利足尼), 그 아들의 이름은 테요카리와케(互已加利獲居), 그 아들의 이름은 타카히시와케(多加披次獲居), 그 아들의 이름은 타사키와케(多沙鬼獲居), 그 아들의 이름은 하테히(半互比), 그 아들의 이름은 카사하요(加差披余), 그 아들의 이름이 오와케오미이다.
세세로 장도인(杖刀人)의 우두머리가 되어 오늘에 이르기까지 봉사하여 왔다. 와카타키로(獲加多支鹵) 대왕을 모시어 시키(斯鬼)의 궁궐에 있을 때 나는 천하를 다스림을 도와서 이 백련리도(百練利刀)를 만들게 하였으니, 내가 봉사한 근원을 적는다.

## 해석

### 계보
이 명문에 따른 오와케오미의 계보는 다음과 같다.
오호히코 - 카리스쿠네 - 테요카리와케 - 타카하시와케 - 타사키와케 - 하테히 - 오와케오미
이 계보는 '兒00'의 꼴로 작성되어 이전 인물의 자녀임을 보여주는 것으로 해석함이 일반적이지만, '아마베씨(海部氏) 족보'에서 친자관계에 구애받지 않고 국조 등의 지위 계승관계도 이러한 꼴로 기록하고 있기 때문에, 철검 명문에 기록된 인물들은 친자관계가 아니라는 설도 존재한다.

### 존칭
오호히코의 '히코'(比跪; 비궤)는 가쓰라기노 소쓰히코(葛城襲津彦; 백제기의 沙至比跪), 치쿠마 나가히코(千熊長彦; 백제기의 職麻那那加比跪)와 같은 어미를 가지며 남성의 이름에 사용되었던 존칭으로 여겨진다. 특히 오호히코는 고겐 천황의 장남이자 사도장군으로 언급되는 오오히코노미코(大彦命)와 동일인물이라는 설도 제기되었다.
그 아들인 카리스쿠네의 '스쿠네'(足尼; 숙녜)도 마찬가지로 존칭이다. '와케'(獲居) 역시 과거 유력자를 부르던 칭호로, 일본서기에서는 別로 표기되었다.

### 시기
와카타키로 대왕(獲加多支鹵大王)의 경우 고대 일본의 역사를 채록한 『고사기』와 『일본서기』에 따르면, 456년부터 479년까지 즉위한 유랴쿠 천황(雄略天皇)의 이름이 오하쓰세와카타케루미코토(大長谷若建命/大泊瀬幼武-尊)라고 한다. 앞서 1873년에 구마모토현의 에다후나야마 고분에서 발굴되었던 은상감 철검에는 '復□□□歯大王'라는 글자가 새겨져 있었는데, 종래에는 한제이 천황의 이름인 미즈하(瑞歯)로 해석되었으나 이를 통해 '獲(加多支)鹵大王'으로 바로잡혔다.
이에 따라 명검속 신해년은 유랴쿠 천황의 재위 기간인 471년으로 비정되지만, 혹은 문구를 새겨넣은 것이 '봉사의 근원'을 추억하기 위한 것이므로 그 사후인 531년으로 비정하기도 한다. 또한 중(中)은 이두식 문법에 따라 조사 '~에'를 뜻하는 것으로 풀이할 수 있다. 시키(斯鬼宮)궁은 오늘날의 나라현 시키군에 있던 궁으로 추정된다.

### 백련리도
또한 칠지도의 명문에 '백련철(百練鐵)로 만들었다'는 말이 나오는 것으로 미루어 백련(百練)은 쇠를 두드려 만들던 당시의 기술에 의해 좋은 철을 수식하는 어휘로 추정된다. 리도(利刀)는 예리한 칼이라는 뜻으로 풀이할 수 있다.

## 복원
2007년, 메트로폴리탄 미술관 특별 고문 오가와 모리히로(小川盛弘), 도장 미야이리 호쿠히로(宮入法廣) 등이 철검의 복원을 기획하였다. 도신 조각사, 연구사 등 각 분야의 장인들과 함께 그해 2월에 복원을 시작했다. 그러나 철의 소재나 단련의 횟수, 상감, 숫돌등에서 문제가 발생하여 제작에 시간이 오래 걸리다가 2013년 6월에 완성, 11월 13일에 사이타마현에 기증하였다.